# Исчезновение (фильм, 1993)
«Исчезновение» (англ. The Vanishing) — вторая по счёту экранизация романа «Золотое яйцо» Тима Краббе. Фильм является голливудским ремейком фильма «Исчезновение» 1988 года того же режиссёра — Джорджа Слёйзера.

## Сюжет
Барни, учитель химии в небольшом городке штата Вашингтон, в течение долгого времени вынашивает планы о похищении женщины. В то же время у него есть жена и любимая дочь, которые думают, что у Барни есть любовница.
В это время Диана и Джефф путешествуют. По пути в тоннеле у них заканчивается бензин, из-за чего происходит небольшая ссора и Джеф, взяв канистру, идёт за бензином один. Вернувшись с бензином к машине, он видит, что Дианы нет. Диана ожидала его снаружи тоннеля. Она недовольна тем, что Джефф её оставил и берет с него клятву, что он её больше никогда не оставит.
Когда они останавливаются возле бензоколонки, Диана отходит в уборную и не возвращается. Джефф пытается её найти, но она исчезла. Полиция отказывается сразу начинать розыск Дианы.
Спустя три года поисков Джефф возвращается на место похищения, знакомится с Ритой, которая обещала помочь ему в поисках. Далее по сюжету у них завязывается роман. Джефф попадает на телевидение, и говорит, что не испытывает чувства мести, а лишь хотел бы встретиться с похитителем для того, чтобы узнать что случилось с Дианой.
Немного погодя, Джефф получает записку от похитителя, который представляется как Барни. Рита не верит в это и пытается убедить Джеффа, что записка — это чей-то жестокий розыгрыш.
Рита крайне недовольна помешательством Джеффа и сильно ревнует. Она уговаривает Джеффа избавиться от всего, что напоминает о Диане. Отношения Джеффа и Риты хорошо развиваются, но однажды, подобрав пароль к компьютеру Джеффа, Рита понимает, что помешательство и поиски Джеффом Дианы продолжаются. Собрав вещи, Рита оставляет Джеффу сообщение на автоответчик и уходит.
Вернувшись домой, Джефф видит, что Риты нет и прослушивает от неё сообщение. Решив записать свое сообщение, с Джеффом начинает общаться Барни. Джефф нападает на Барни и начинает его избивать, требуя рассказать что случилось с Дианой.
Барни лишь отвечает «Можешь меня убить, если хочешь. Имеешь право. Но тогда ты не узнаешь, что случилось с Дианой».
После того похититель (Барни) предлагает Джеффу прокатиться и рассказывает ему свою историю, о том, что в детстве он пытался совершить прыжок с высоты в воду и смог себя пересилить и сделать это. Спустя годы, он совершил не колеблясь такой прыжок на глазах дочери, чтобы спасти попавшего в воду ребёнка. В глазах дочери он был героем и ему понравилось это чувство. Но в то же время ему стало интересно, сможет ли он совершить серьёзный плохой поступок. И что Диана была выбрана совершенно случайно.
Барни долго вынашивал план и пробовал его реализовать в разных местах. Однажды на бензоколонке Барни уже почти смог это сделать, но случайно чихнув, прикрыл нос платком с хлороформом. «Если бы я тогда не чихнул, вместо Дианы была бы другая женщина» — говорит Барни. Далее оказывается, что он заманил Диану, рассказав, что якобы торгует эксклюзивными брелками, один из которых приглянулся Диане. Увидев в машине фотографию Барни в кругу семьи, она без опаски села к нему.
В этот момент Рита, заливая алкоголем разлуку с Джеффом решает ему позвонить, но слышит на автоответчике, что Джефф встретился с Барни. К счастью для Риты, соседка запомнила номерной знак автомобиля, на котором они уехали. Обманув полицию, Рита узнает адрес, где Барни проживает с семьёй. Приехав туда, Рита встречается с дочерью Барни. Та собирается тайком от родителей на свидание и думает, что Рита — любовница его отца. Они договариваются, что Рита ничего не скажет родителям о свидании дочери, а взамен дочь Барни покажет дорогу к домику отца.
Барни предлагает Джеффу сделку: «если ты хочешь знать где Диана, ты должен сделать то, что и она делала», и предлагает выпить кофе, в котором был наркотик. Джефф выпивает кофе и теряет сознание. Далее, зрителю показывают как Барни засыпает что-то землёй и приговаривает «Я обещал, что покажу тебе, что случилось с Дианой. А я держу слово».
Очнувшись, Джефф понял, что находится в деревянном ящике под землёй и понял, что ему самому не выбраться.
Рита приезжает к Барни и чуть не становится его жертвой. Убегая, она падает на свежезарытую яму, а затем оказывается в доме Барни. Барни предлагает Рите ту же сделку: «если ты хочешь знать где Джефф, ты должна выпить кофе». Рита понимает, что Джефф находится в той самой свежей яме и обманывает Барни, сказав, что она похитила его дочь. В обмен, Рита говорит Барни, что если он хочет знать что случилось с дочерью, то он должен выпить тот самый кофе с наркотиком.
Увидев, что Барни выпил кофе, Рита бежит к яме и раскапывает Джеффа. Джефф лежит без движения. В это время на Риту нападает Барни и, угрожая пилой, требует рассказать, где его дочь. Очнувшись, Джефф выбирается из ящика и убивает Барни лопатой.
Обнимаясь с Ритой, Джефф замечает старое захоронение и понимает, что там закопана Диана. Джефф и Рита начинают новую жизнь вдвоём.

## В ролях
- Джефф Бриджес — Барни Кузинс
- Кифер Сазерленд — Джефф Хериман
- Нэнси Трэвис — Рита Бейкер
- Сандра Буллок — Диана Шейвер
- Парк Овералл — Линн
- Мэгги Линдерман — Денис Кузинс
- Лиза Айкхорн — Хелен Кузинс
- Джордж Хирн — Артур Бернард
- Линн Хэмилтон — мисс Кармайкл
- Гаррет Беннетт — полицейский на автозаправке
- Джордж Каталано — полицейский на трассе
- Фрэнк Жирардо — Cop at Apartment
- Стивен Бриджуотер — TV Host
- Сьюзан Барнс — Colleague
- Рич Хоукинс — Стэн
- Майкл Кауфман — клерк
- Сабрена Родди — Cashier
- Андреа Лоурен Херц — Woman #1 on the Street
- Джоанна Шмолл — Woman #2 on the Street
- Эллисон Баркотт — Woman with Barrette
- Aeryk Egan — Young Barney
- Джеймс Чеснатт — Pump Attendant
- Дэниэл Цукерман — малышка
- Floyd Van Buskirk — Man in Line
- Мариус Мазманян — повар
- Джина Галланте — женщина в туалете
- Майкл Джон Хьюз — Denise’s Boyfriend
- Ховард Мэттью Джонсон — охранник
- Кристофер Логан — Waiter
- Leonard Kelly-Young — Начальник Джеффа, в титрах не указан

## Прокат
Премьера состоялась 5 февраля 1993 года (1 656 кинотеатров — 3 025 $ в среднем с каждого), основные кассовые сборы фильма:
- За первый уикэнд в США: 5 009 928 $ (34.4 % от сборов)
- В США: 14 543 394 $ (1 658 — максимальное количество кинотеатров)

Согласно Американской киноассоциации фильм получил рейтинг R — лицам до 17 лет обязательно присутствие взрослого.

## Награды
- 1994 — Две номинации на премию Сатурн (номинации «лучший актёр» — Джеф Бриджес и «лучший фильм ужасов»).